# Zoltán Huszárik
József Zoltán Huszárik (14. května 1931 Domony – 15. října 1981 Budapešť) byl maďarský filmový režisér a scenárista. Natočil pouze dva celovečerní snímky, stal se však uznávaným představitelem experimentálního auteurského filmu.
Absolvoval gymnázium v Aszódu, kde ho učil malíř Mihály Schéner. Po maturitě nastoupil na Filmovou a divadelní univerzitu v Budapešti, avšak v roce 1952 byl pro svůj třídní původ za školy vyloučen. Prošel řadou dělnických povolání, až v roce 1957 začal pracovat v animátorském studiu a v letech 1959 až 1962 mu bylo dovoleno dostudovat. Dostal se pak do Studia Bély Balázse, kde působili také další začínající filmaři ovlivnění francouzskou novou vlnou jako István Szabó, István Gaál a Márta Mészárosová. 
Za krátkometrážní film Elegie získal cenu na filmovém festivalu v Oberhausenu. Pak natočil dokument o sochaři Amerigo Totovi a alegoricky zaměřené Capriccio. Huszárikův první celovečerní film Sindibád (1971) vznikl na motivy próz Gyuly Krúdyho a titulní roli hrál Zoltán Latinovits. Tragikomické životní bilancování příběh stárnoucího bonvivána se vyznačuje fragmentární strukturou i poetickou výtvarnou stylizací, na níž se podílel kameraman Sándor Sára.
Zájem o poslední věci člověka se projevuje i v dalších Huszárikových filmech Pocta starým ženám a Dle libosti. Věnoval se také výtvarnému umění a objevil se jako herec ve filmech Budapešťské povídky a Zítra bude bažant. V roce 1980 měl premiéru jeho poslední film Malířův svět, věnovaný životu a dílu naivistického malíře Tivadara Kosztky Csontváryho. Intenzivní pracovní nasazení a bohémský styl života se podepsaly na Huszárikově fyzickém i duševním zdraví a ve věku padesáti let dobrovolně ukončil svůj život.
Posmrtně mu byla udělena Kossuthova cena. Sindibád byl v roce 2000 zařazen v anketě filmových kritiků na seznam nejlepších maďarských filmů všech dob, zvaný Nová budapešťská dvanáctka.
Jeho dcera Kata Huszáriková je herečka.